# Terilyn A. Shropshire
Terilyn A. Shropshire é uma editora de cinema e televisão americana. Sua grande oportunidade como editora de cinema veio quando ela foi contratada para editar Eve's Bayou. Shropshire recebeu um Eddie Award da American Cinema Editors e foi nomeada para um Emmy Award. Ela foi eleita como membro da American Cinema Editors.